# Ædelmetal
Et ædelmetal er et metal, der står efter brint i spændingsrækken. Disse metaller findes frit i naturen, da de ikke har tendens til at danne kemiske forbindelser med andre stoffer. Ædelmetallerne omfatter sølv, guld, platin, palladium og Rhodium.
Ædelmetallerne har været kendt siden oldtiden. I tidlige højkulturer, blandt andet Det gamle Egypten, har man brugt sølv og guld til udsmykning, og de har gennem historien været blandt de mest anvendte materialer til smykkefremstilling.
Ædelmetaller, specielt platin, bruges meget i kemiske laboratorier, fordi det ikke angribes af stærke syrer eller baser